# اندیس دیلک وردی۱
دیلک وردی۱ یک اندیس فلزی است که در حوالی شهر سیه چشمه استان آذربایجان غربی قرار دارد و مادهٔ معدنی موجود در آن، مس است.  